# 헤스본

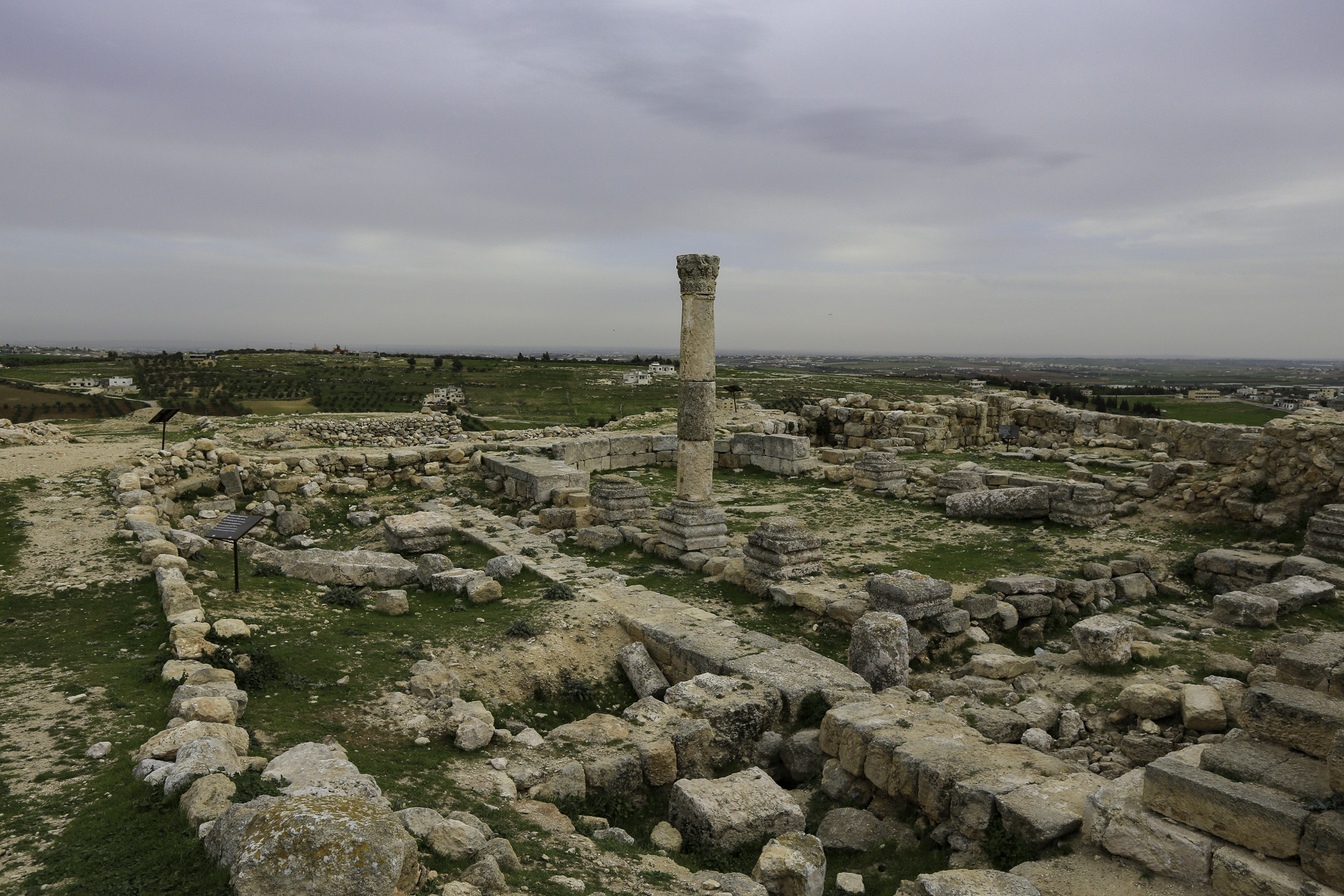

헤스본(حشبون, חשבון, Heshbon, Hesebon, Esebon, Esbous, Esebus, 고대 그리스어: Ἐσεβών, Ἐσσεβών, Ἐσβούτα, Ἐσβούς, Ἔσβους, Ἔξβους)은 현재의 요르단 왕국에 속해있는 요르단강 동쪽에 위치한, 적어도 2개의 각기 다른 고대 마을들이다. 역사적으로는 고대 모압의 지배를 받다 암몬의 영토에 속하였다.